# Aciphylla colensoi
Aciphylla colensoi là một loài thực vật có hoa trong họ Hoa tán. Loài này được Hook.f. mô tả khoa học đầu tiên năm 1864.

## Hình ảnh

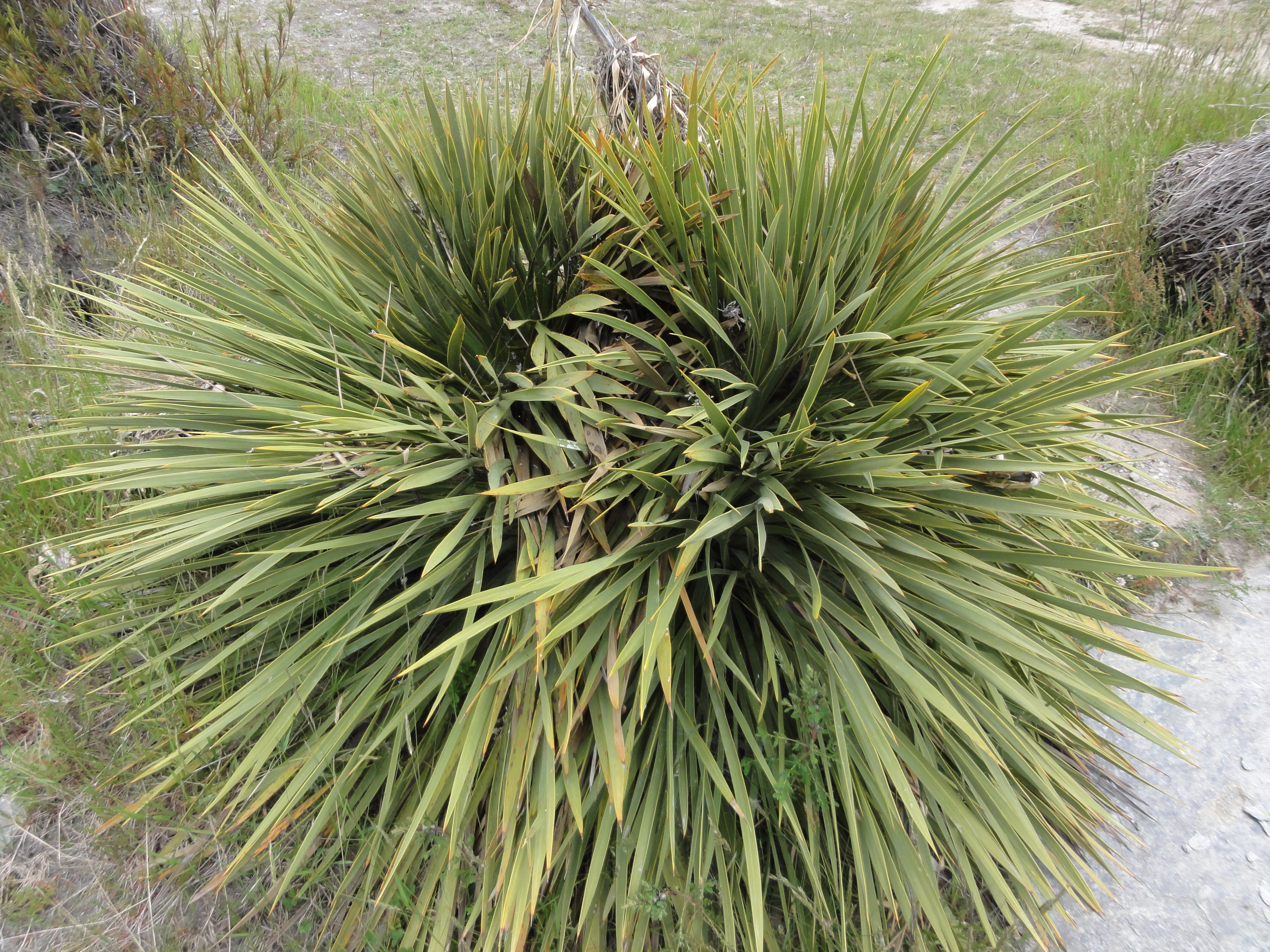